# Sandow (film)
Sandow (tytuł alternatywny: Souvenir Strip of the Edison Kinetoscope) – kilkudziesięciosekundowy amerykański film z 1894 roku przedstawiający Eugena Sandowa dającego pokaz swojej muskulatury.